# Giusva Branca

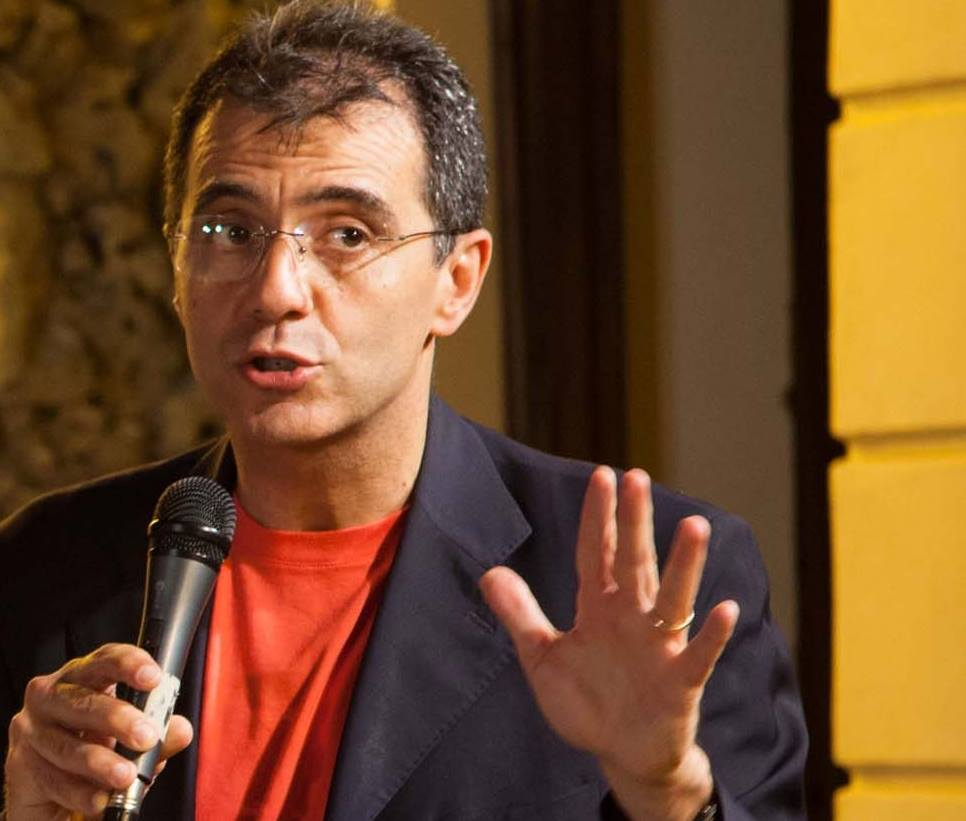
Giusva Branca

Giuseppe Valerio Branca, cunoscut sub numele de Giusva (n. 10 ianuarie 1967, Melito di Porto Salvo, Calabria, Italia), este un jurnalist, blogger și manager de sport italian.
În prezent este președintele companiei Viola Reggio Calabria.

## Publicații
- Cacciatori di tigri. Il racconto del primo campionato della Reggina in serie A, Iiriti Editore
- Pallone e carri armati. Il calcio ai tempi della rivolta di Reggio Calabria, Ultra
- Reggio Calabria e la sua Reggina. Un intreccio di storia e destini 1964-2002, Laruffa - con Francesco Scarpino
- Idoli di carta. Quando il pallone si sgonfia comincia la vita: storie, passate e presenti, di undici ex-calciatori della Reggina, Laruffa
- Reggina (1914-2008). La storia, Laruffa
- Che anni quegli anni. La storia della viola basket, l'epopea della squadra che rimise assieme una città, Urba Books
- I giorni del ragno. Anni '70: l'Italia cambia pelle ed una tela mette assieme terrorismo, eversione, mafia e 'ndrangheta, Laruffa
- Collana libri Fare Fortuna, Urba Books - cun Raffaele Mortelliti
- Calabresi Testadura, Urba Books - cun Raffaele Mortelliti
- Calabresi Culturatori diretti, Urba Books - cun Raffaele Mortelliti